# Mario Castagneto
Mario Castagneto (La Rioja, 1948) es un militar argentino veterano de guerra de Malvinas (VGM) en situación de retiro.

## Biografía
Mario Castagneto nació en La Rioja en 1948. Cursó el Liceo Militar General San Martín y luego en el Colegio Militar de la Nación, del que egresó como subteniente de Infantería en 1966. Desarrolló una carrera destacada siendo paracaidista y aviador.
Siendo mayor cursó la Escuela Superior de Guerra egresando como oficial de Estado Mayor en 1981.
Al inicio de la guerra de las Malvinas el mayor Castagneto era jefe del Equipo de Combate «Halcón 8». Sobre este equipo se constituyó la Compañía de Comandos 601, de la que Castagneto fue jefe.
El mayor Castagneto convenció al gobernador militar Mario Benjamín Menéndez de incorporar a la Compañía 601 al ejército de defensa de las islas Malvinas. Para esto viajó a las islas en un avión junto con otros oficiales el 24 de abril de 1982.
La Compañía 601 arribó al Aeropuerto de Puerto Argentino el 26 de abril de 1982.
Tras la derrota el mayor Castagneto, igualmente que otros jefes y oficiales, quedó prisionero en Bahía Ajax. El jefe de la Compañía regresó en el barco Saint Edmund recalando en Puerto Madryn el 14 de julio de 1982.